# Clement Kiprotich
Clement Kiprotich (6 oktober 1964) is een Keniaanse atleet, die gespecialiseerd is in de lange afstand. Hij won de halve marathon van Parijs (1995) en de halve marathon van Lissabon (1996).
In 1998 won Kiprotich de Bredase Singelloop en de 20 van Alphen. In datzelfde jaar verbeterde hij zijn persoonlijk record op de halve marathon tot 1:01.31. Hiermee werd hij vierde bij de City-Pier-City Loop.

## Persoonlijke records
| Onderdeel      | Prestatie | Datum         | Plaats              |
| -------------- | --------- | ------------- | ------------------- |
| 20 km          | 58.42     | 14 maart 1998 | Alphen aan den Rijn |
| halve marathon | 1:01.31   | 28 maart 1998 | Den Haag            |

## Palmares

### 20 km
- 1998:  20 van Alphen - 58.42

### halve marathon
- 1995:  halve marathon van Parijs - 1:03.22
- 1995:  halve marathon van Sabinanigo - 1:04.27
- 1995:  halve marathon van Canals - 1:07.26
- 1996:  halve marathon van Lissabon - 1:01.15
- 1996:  halve marathon van Málaga - 1:02.45
- 1998: 4e City-Pier-City Loop - 1:01.31
- 1998:  Paderborner Osterlauf - 1:02.38
- 1998:  Bredase Singelloop - 1:01.35
- 1999: 4e Paderborner Osterlauf - 1:03.47

### marathon
- 1995: 10e marathon van San Sebastian - 2:26.24
- 1998: 8e marathon van Amsterdam - 2:20.20
- 1999: 39e marathon van Rotterdam - 2:23.58
- 1999: 39e marathon van Berlijn - 2:21.10

### veldlopen
- 1994:  Sonseca Crosscountry in Toledo - 26.59